# Skala porządkowa
Skala porządkowa – rodzaj skali pomiarowej. Zmienne są na skali porządkowej, gdy przyjmują wartości, dla których dane jest uporządkowanie (kolejność), jednak nie da się w sensowny sposób określić różnicy ani ilorazu między dwiema wartościami.
Przykłady zmiennych porządkowych: wykształcenie, kolejność zawodników na podium.
Przykłady zmiennych niebędących porządkowymi: płeć, wiek, temperatura

## Dopuszczalne operacje statystyczne
- porównywanie, która wartość jest mniejsza, a która większa (ale bez określania o ile)
- zliczanie,
- obliczanie frakcji (procent całości),
- binaryzacja (zamiana zmiennej nominalnej {\displaystyle x} na szereg zmiennych dychotomicznych {\displaystyle x_{i},} przyjmujących np. wartość 1, gdy {\displaystyle x=i} i 0 w przeciwnym wypadku).
- moda,
- rangowanie i metody rangowe, w szczególności:
  - korelacja rangowa Spearmana
  - tau Kendalla
  - obliczanie centyli, w tym mediany
  - wyliczanie minimum i maksimum

Nie są jednak dopuszczalne takie operacje, jak działania arytmetyczne, średnia arytmetyczna, odchylenie standardowe, klasyczna korelacja, regresja liniowa
Dowolną zmienną na skali interwałowej bądź ilorazowej można przekształcić w porządkową za pomocą rangowania.